# Wycinanka żydowska

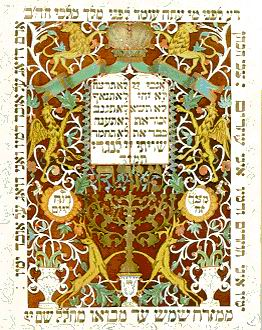
Wycinanka typu Mizrah

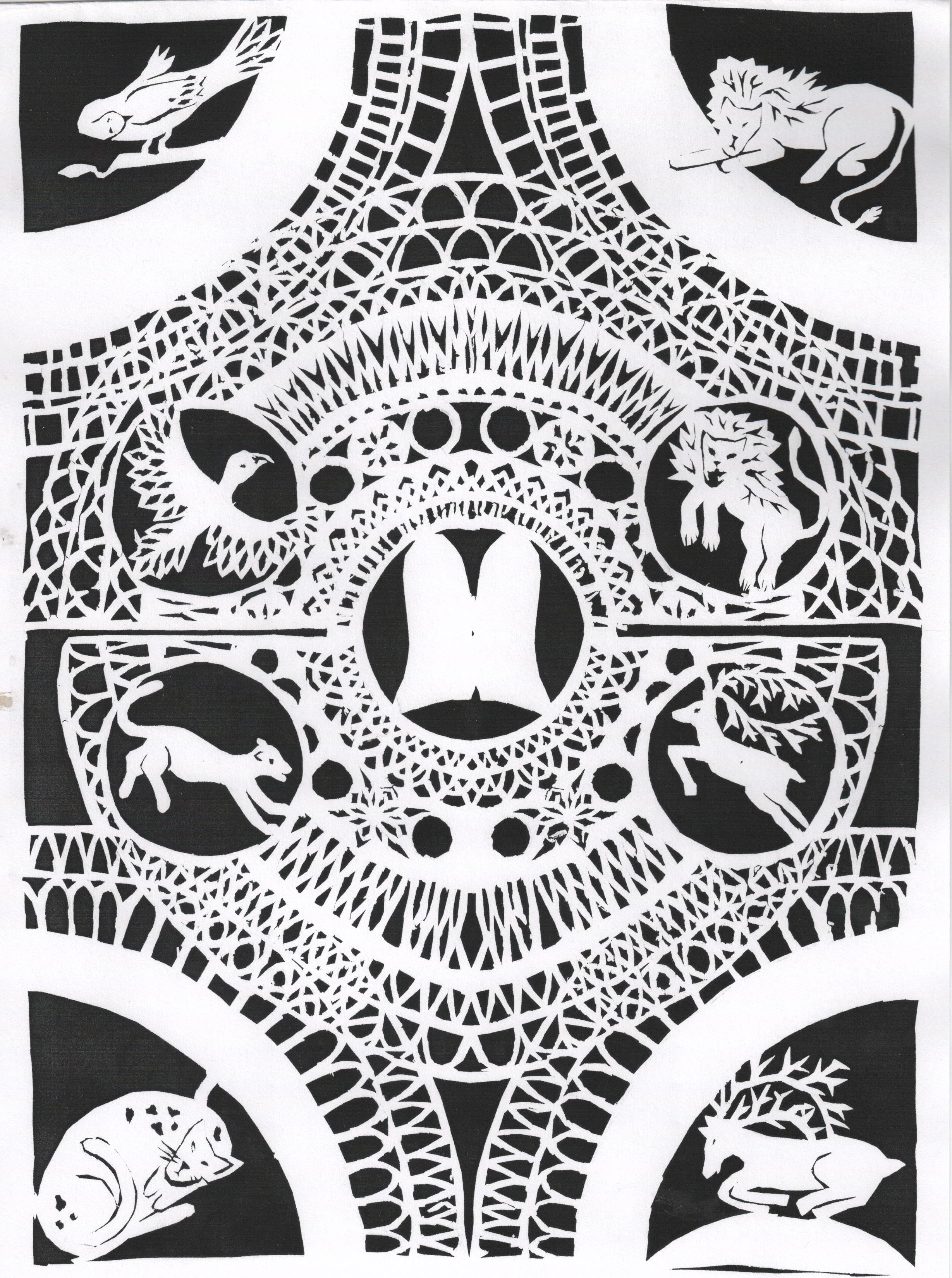
Cztery zwierzęta - wycinanka żydowska, aut. Agaty Szepe

Wycinanka żydowska to wytwór tradycyjnej sztuki żydowskiej; różni się od wycinanek innych narodów przede wszystkim tym, że jest ściśle związana z religią.
Jako forma plastyczna rozwinęła się w wieku XIX, kiedy papier stał się powszechnie dostępnym materiałem. Rozwijała się równolegle z wycinanką polską, mającą typowo zdobniczy charakter, a której rozkwit spowodowany był przemianami na wsi – chłop, który sprzedawał swoje plony w mieście, miał pieniądze, za które kupował między innymi wycinanki służące do zdobienia domu. Była to sztuka ludowa warstw najniższych.

## Historia wycinanki żydowskiej
Pierwsze ślady o wycinance żydowskiej sięgają XIII wieku. Legenda opowiada o rabinie, który chciał przepisać Torę; było to zimą, a mróz był tak siarczysty, że zamarzał atrament. Zaczął więc wycinać litery Tory i tak powstała pierwsza wycinanka.
Zanikła na początku XX wieku, choć żydowskie wycinanki spotyka się jeszcze w dwudziestoleciu międzywojennym. Została reaktywowana po II wojnie światowej równolegle w dwóch krajach: w Izraelu i w USA.
W Izraelu rozwinęła się dzięki Gizie Frankel (w niektórych źródłach nazwisko podawane jest jako: Frenkel).
G. Frankel była etnografką na Uniwersytecie we Lwowie, zajmowała się zbieraniem i opracowywaniem wycinanek. Po wojnie wyjechała do Izraela, zabierając ze sobą wzory żydowskich wycinanek z terenów południowej Polski. Pracując na uniwersytecie w Hajfie, wskrzesiła na nowo tę tradycyjną sztukę żydowską. Obecnie w Izraelu działa 10 wycinankarzy zajmujących się profesjonalnie wycinaniem. Izraelska wycinanka współczesna jest kontynuacją wzornictwa rozpropagowanego przez Gizę Frankel (w latach 80. wydała album z ponad 100 wzorami wraz z opisami po hebrajsku), ale pełni obecnie funkcję dekoracyjną.
Wycinanka amerykańska ma świecki charakter. Głównie rozpowszechniana jest wśród dzieci, jej celem jest podtrzymywanie tożsamości narodowej.
Trzecim ważnym ośrodkiem staje się Kraków, gdzie od kilkunastu lat podczas Festiwalu Kultury Żydowskiej prowadzone są warsztaty wycinanki żydowskiej, które wykształciły kilku artystów zajmujących się tą sztuką. Do najbardziej znanych należą Anna Małecka-Beiersdorf, która wskrzesiła tę sztukę w Polsce, Marta Gołąb oraz Monika Krajewska.

## Tradycja wycinania
Wycinankę mogli wykonywać tylko mężczyźni, ponieważ w kulturze żydowskiej kobietom nie wolno było zajmować się sztuką. Wycinano je najczęściej szewskim nożem, jako że był bardzo ostry. Materiałem był najpierw pergamin, później biały papier. Składano go na pół na desce i wycinano wzdłuż zaznaczonego wzoru. Po wycięciu papier był malowany, przeważnie farbami wodnymi, a jeśli pozostawiano wycinankę niezamalowaną, wówczas podkładano pod nią tło, aby sprawiała wrażenie koloru.

## Rodzaje wycinanek żydowskich

### Mizrach

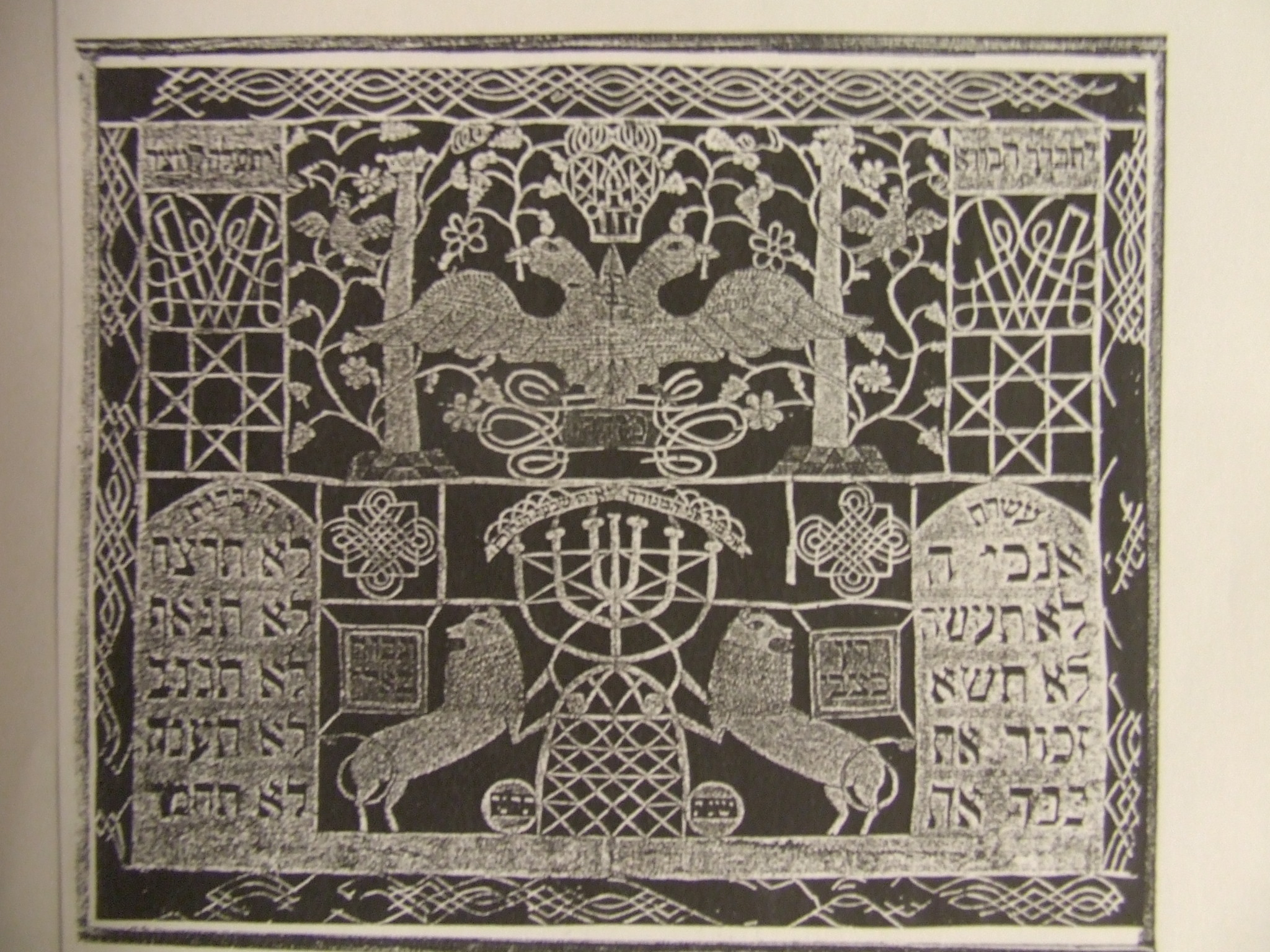
Mizrach z końca XIX wieku, prawdopodobnie z Polski, wym. 33x41 cm

Mizrach (מיזרח) – ten rodzaj wycinanek zawieszano w domach na ścianie wschodniej (samo słowo mizrach oznacza wschód), w stronę Jerozolimy, aby wiedzieć, w którą stronę należy zwrócić się odmawiając codzienną modlitwę. Była to wycinanka dużego formatu, od A4 do 1m długości boku, całoroczna, wisiała niezależnie od świąt żydowskich. Oprawiano ją w ramę, czasem umieszczano za szybą.
Mizrach ma ogólniejsze znaczenie, oznaczał ozdobę, ale niekoniecznie wycinankę. Zawsze obok szafy ołtarzowej w świątyni wisiały mizrachy -z tkanin, malowidła, płaskorzeźby, a ubogi żyd, nie mogąc mieć podobnych w domu, wycinał je z papieru.
Mizrachy zawsze zawierały co najmniej jeden z trzech następujących elementów, umieszczony centralnie: menorę, Gwiazdę Dawida, tablice Mojżeszowe. Nad tablicami Mojżeszowymi (również w świątyniach) najczęściej znajdowała się korona Tory. Tablice Tory często podtrzymywane były przez lwy. Lew jest częstym motywem w kulturze żydowskiej, jako symbol siły, symbol pokolenia Judy. Przedstawiano również inne zwierzęta, były to m.in.:
- tygrys – symbol wytrzymałości
- jeleń – symbol rączości
- orzeł – symbol lekkości
- kogut – symbol pojednania
- ryby (również winorośl) – symbol płodności

Kolumny symbolizują pierwszą świątynię w Jerozolimie. Dłonie kapłana w geście błogosławieństwa oznaczają kogoś biegłego w Torze. U żydów ortodoksyjnych był to jedyny dopuszczalny ludzki element, który można było przedstawiać, nawet fotografia kogoś bliskiego na ścianie obrażała Jahwe. Charakterystycznym elementem jest też drzewko życia, różnie przedstawiane, np. w donicy.
Mizrachy miały zawsze napisy, ale nie były one najważniejsze. Mizrachy występujące w ubogich bożnicach miały ten sam napis: Mam Boga swego przed sobą. Od pierwszych słów, noszą one nazwę: sziwis (lub: sziwitis). Różnica między mizrachem a sziwis jest jedynie różnicą miejsca: mizrach wisiał w domu, sziwis w bożnicach.

### Szewnosłach i Rojzelach
Szewnosłach i Rojzelach były to wycinanki przyklejane do szyb z okazji święta Sukkot. Stanowiły zewnętrzny wizerunek tych świąt. Niegdyś na wsi, kiedy żyd-karczmarz wywieszał wycinanki w oknie, wówczas chłop polski orientował się, że trwa święto żydowskie. Wycinanki te różnią się jedynie kształtem: szewnosłach ma formę kwadratu, a rojzelach – rozetki. Centralnie umieszczano, jak w mizrachu, menorę, Gwiazdę Dawida lub tablice. Całość łączona była elementami roślinnymi lub geometrycznymi stanowiącymi tylko dekorację.

### Hamsa
Hamsa – amulet, który chronił rodzącą przed wpływami złego demona Lilit. Opowiada o tym jedna z wersji żydowskiej legendy:
Lilit była pierwszą żoną Adama. Znudzona małżeństwem, nocą, kiedy Adam już spał, wymykała się do doliny demonów. Bóg ukarał ją za to, strącając na zawsze do doliny, gdzie stała się demonem Lilit, oraz zabierając życie wszystkim jej dzieciom. Adamowi zaś wkrótce dał Ewę. Ale od tej pory Lilit mści się na kobietach, które mają urodzić dziecko.
Dlatego wycinankami zdobiono pokój, gdzie dziecko miało przyjść na świat. Hamsę wieszano w czterech rogach izby, zabezpieczając to miejsce przed dostępem złych mocy.

### Wycinanki na chorągwiach
Wycinanki na chorągwiach – raz do roku żydzi wynoszą ze świątyni Torę, za mężczyznami idą chłopcy w wieku szkolnym, którzy niosą chorągiewki na długich drzewcach. Chłopcy często wycinali jeźdźców, żołnierzy, pozwalano im na to -była to jedyna wycinanka z motywem świeckim występująca w kulturze żydowskiej.

### Wycinanki rodzinne
Wycinanki związane z wydarzeniami życia rodzinnego:
- w księgach rodzinnych, np. przy datach zmarłych, aby nie zapomnieć zmówić za nich modlitwę
- na ketubach (kontraktach małżeńskich) – na terenie Polski nie występowały, rozwinęły się w diasporze włoskiej, miały charakter ozdobny